# 筥崎宮
筥崎宮（はこざきぐう）是位在日本福岡縣福岡市東區的神社。為式內社（名神大社）、筑前國一宮、舊社格為官幣大社（現神社本廳的別表神社）。也稱筥崎八幡宮。和宇佐神宮、石清水八幡宮並稱日本三大八幡宮。
元寇之際，擊退蒙古軍的神風，被視為筥崎宮的神德。同時，龜山上皇在此祈願「敵國降伏」以來，筥崎宮便成為後世日本武將紛紛來此朝聖的地方，二次大戰後因為日軍解散，今日以海上交通・海外防護之神受到廣泛的信仰。

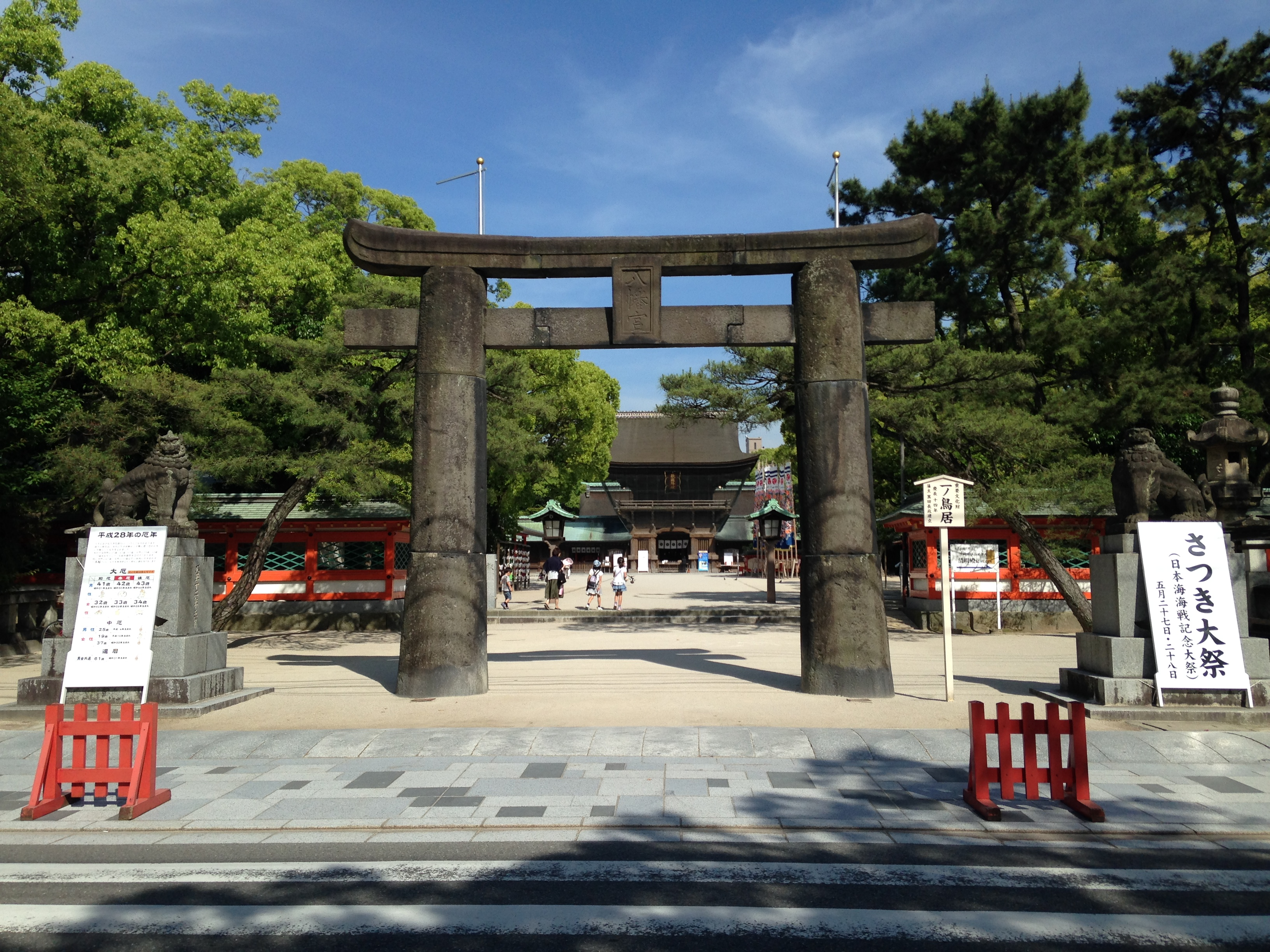
石造一之鳥居
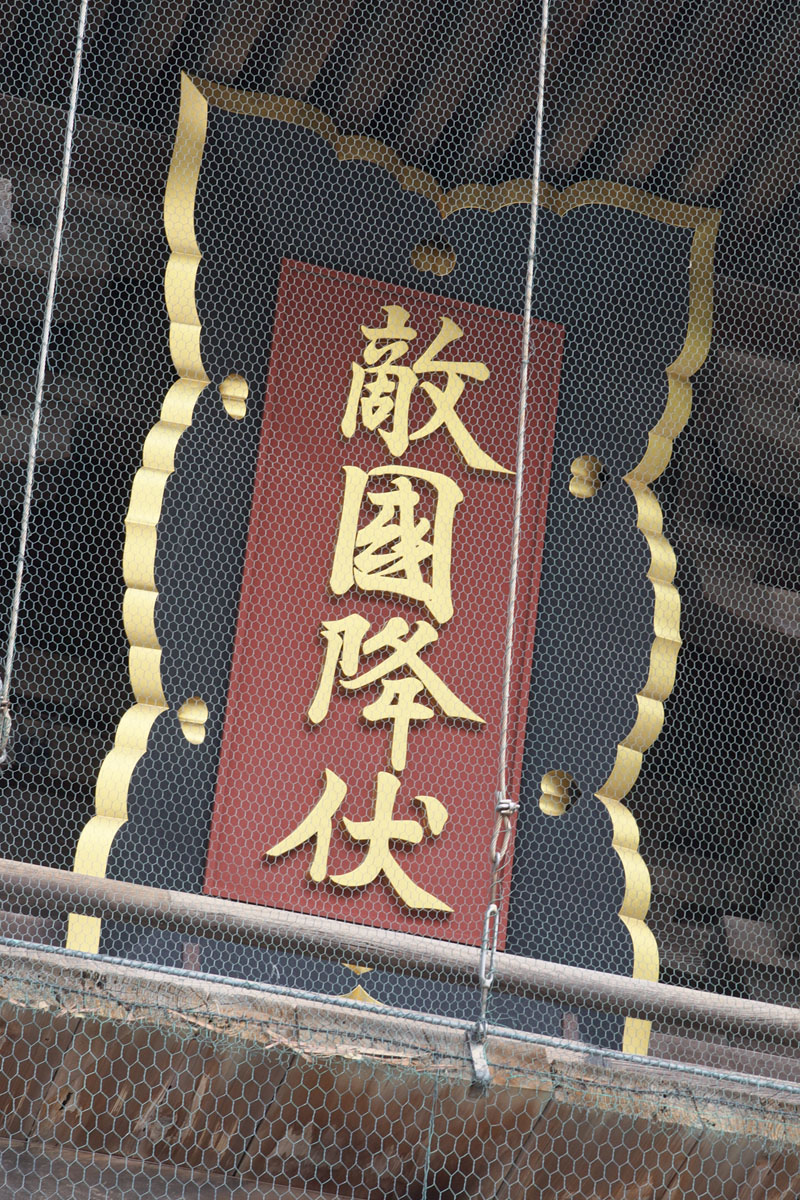
樓門之扁額
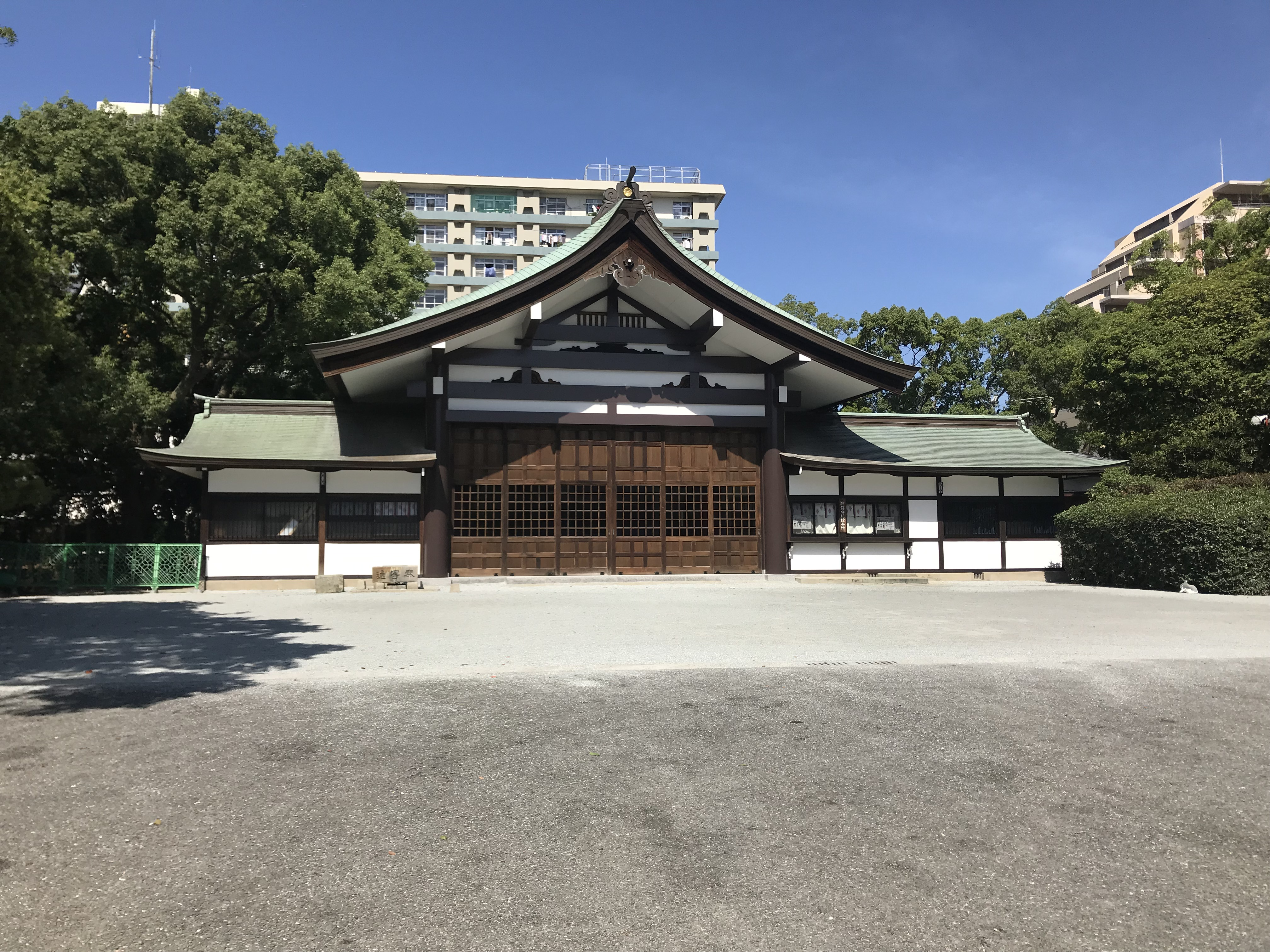
濱宮
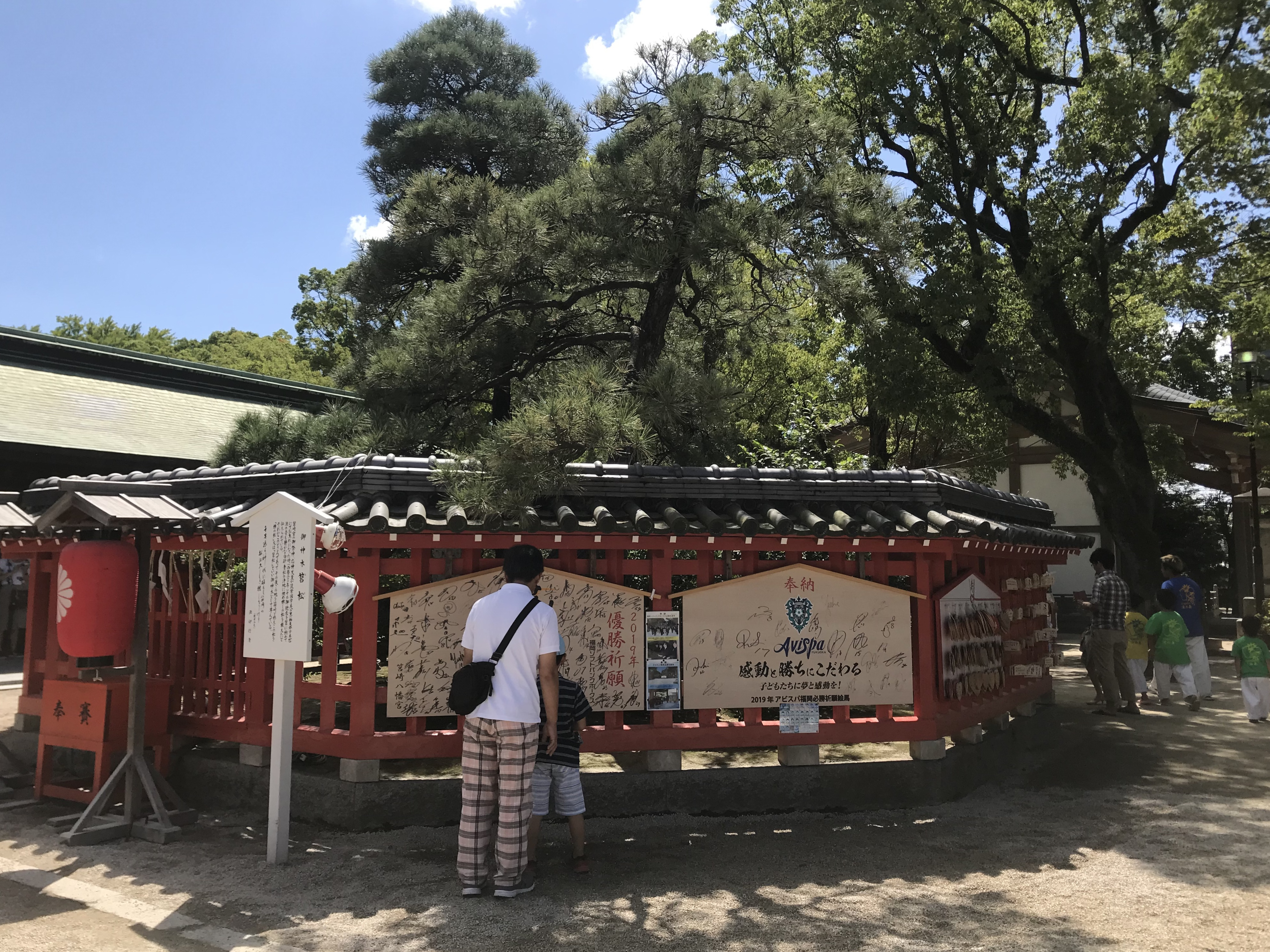
筥松
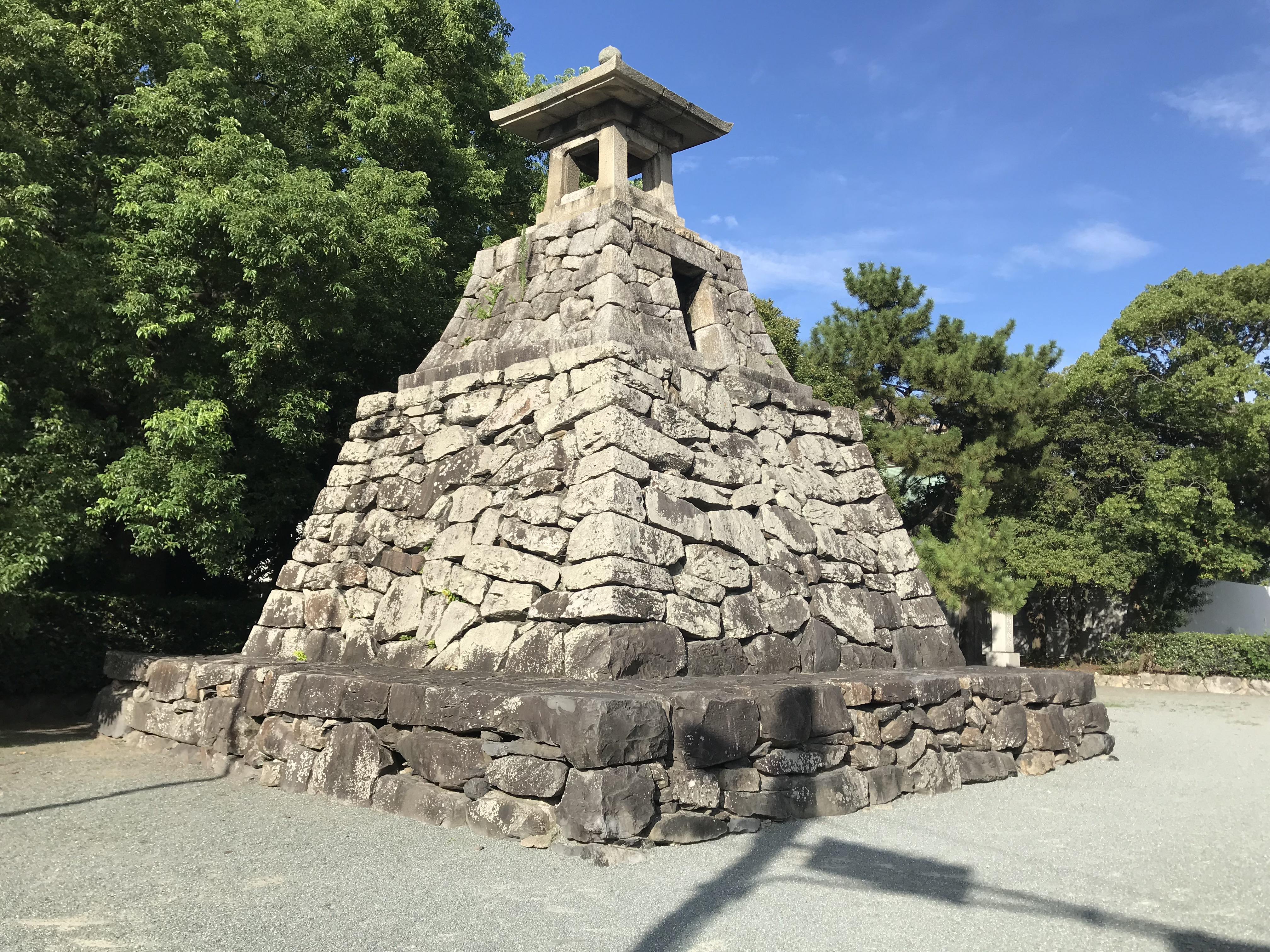
高燈籠
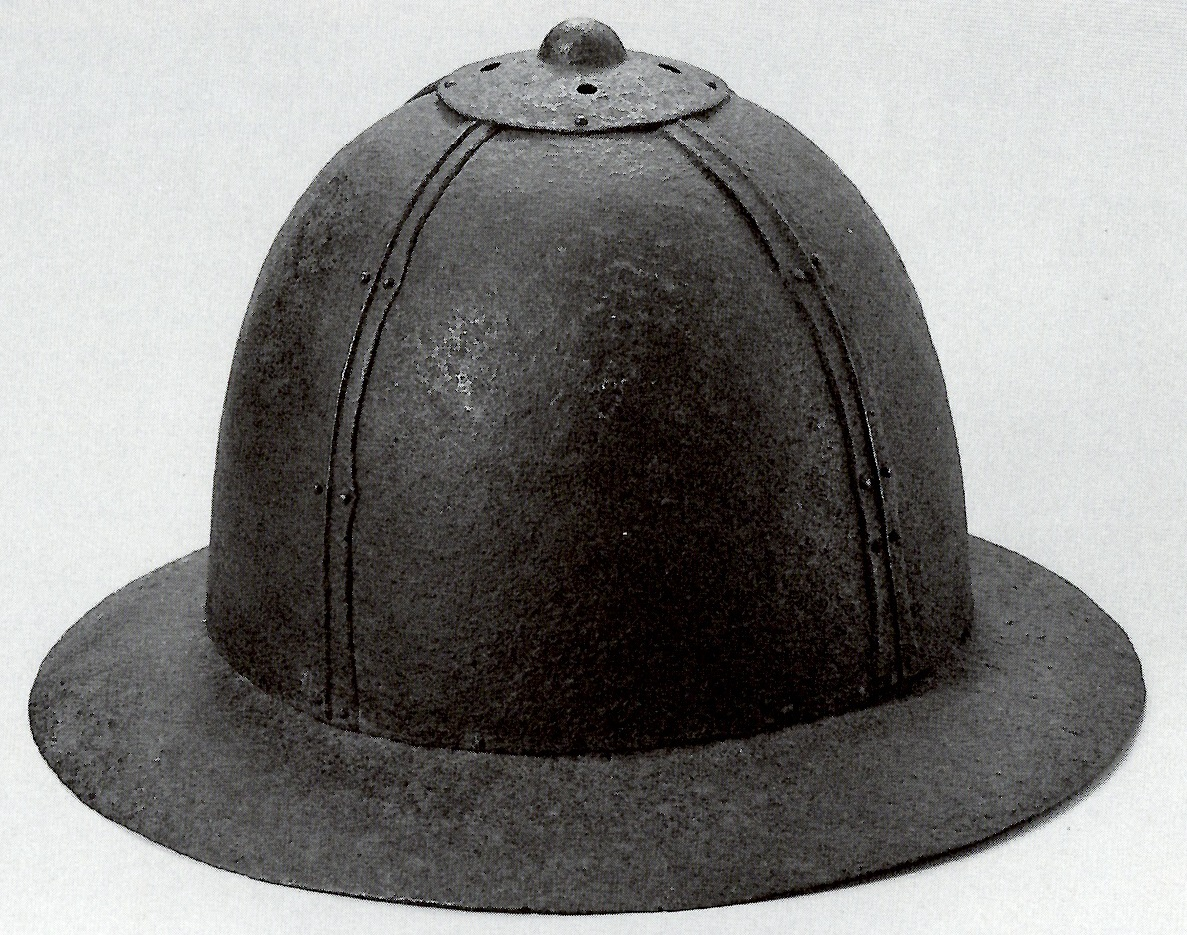
元军军帽
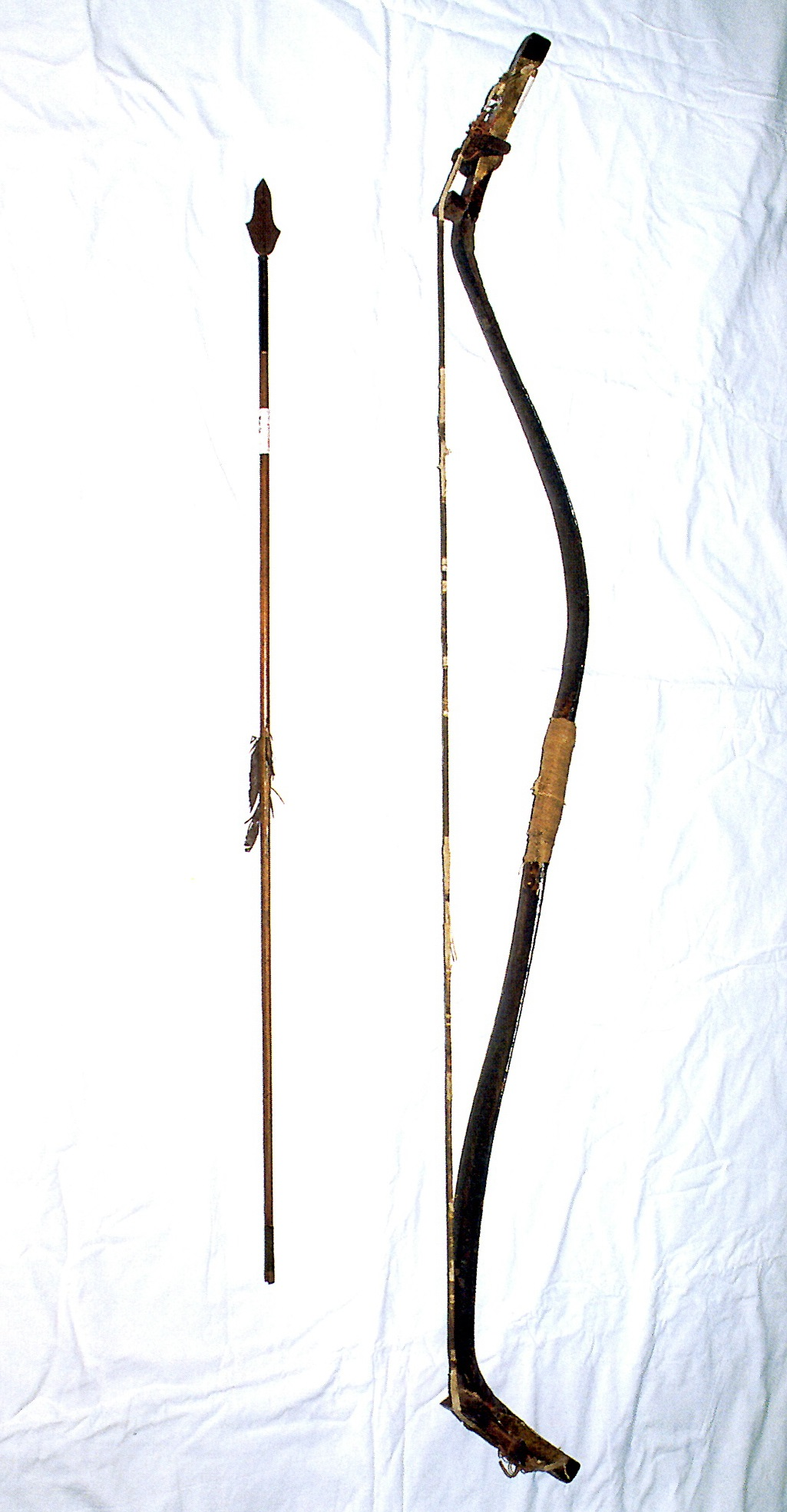
元军弓矢

## 關連項目
- 八幡神

## 外部連結
- 筥崎宮 （页面存档备份，存于）